# Museo egizio (Torino)
Il Museo Egizio di Torino è, a livello mondiale, il più antico museo interamente dedicato alla civiltà nilotica ed è considerato in Italia, per valore e quantità dei reperti, il più importante al mondo dopo quello del Cairo. Nel 2004 il Ministero dei beni culturali l'ha affidato in gestione alla Fondazione Museo delle Antichità Egizie di Torino.

## Storia

Una delle sale al primo piano del museo con l'allestimento tardo-ottocentesco. Dipinto di Lorenzo Delleani, 1881.

Il primo oggetto che diede origine a una collezione di reperti, primo nucleo di quello che diventerà il museo, fu la Mensa isiaca, tavoletta bronzea giunta a Torino intorno al 1626 quando fu acquistata da Carlo Emanuele I di Savoia. La Mensa suscitò enorme interesse fra gli studiosi al punto che, verso la metà del XVIII secolo, si volle inviare una spedizione in Egitto per scoprire i fondamenti storici della tavoletta.
Tra il 1759 e il 1762 il botanico e professore universitario Vitaliano Donati, che era anche appassionato egittologo, ebbe perciò l'incarico di recarsi in Egitto per effettuare degli scavi; egli ritrovò vari reperti, tra cui tre grandi statue: il faraone Ramses II in granito rosa, la dea Sekhmet assisa e la dea Iside rinvenuta a Copto; tutto il materiale fu inviato al Museo dell'Università di Torino.
All'inizio dell'800, all'indomani delle campagne napoleoniche in Egitto, in tutta Europa scoppiò una vera e propria moda per il collezionismo di antichità egizie. Bernardino Drovetti, piemontese, console generale di Francia durante l'occupazione in Egitto, collezionò in questo periodo più di 7000 pezzi tra statue, sarcofaghi, mummie, papiri, amuleti e monili vari. Drovetti nel 1816 aveva offerto alla Francia la sua collezione, ma in seguito al rifiuto del governo di Parigi, propose la stessa al re Carlo Felice che, seguendo il parere di illuminati consiglieri della corte, acquistò nel 1824 questa grande collezione per la cifra di 400.000 lire e, unendovi altri reperti di antichità classiche di Casa Savoia, tra cui la collezione Donati, diede vita al primo Museo Egizio del mondo.. La raccolta arrivò prima a Genova via nave poi, appena giunse a Torino, venne posta nelle sale dell'Accademia delle Scienze; qui si recò Jean-François Champollion che presenziò all'apertura delle numerose casse ed ebbe modo così di verificare sugli originali, in questa grande quantità di materiale, quanto aveva scoperto.

Primo allestimento della collezione Drovetti al piano terreno del Museo Egizio. Disegno di Marco Nicolosino, 1832

Dal catalogo che fu pubblicato nel 1888 a opera della direzione del Museo, la collezione di reperti egizi, con ulteriori acquisizioni, contò 7400 pezzi a cui si aggiunsero in seguito anche parte dei reperti appartenenti alla raccolta di Athanasius Kircher, padre gesuita ed egittologo del seicento. Nel 1894 divenne Sovrintendente del Museo Ernesto Schiaparelli che era stato allievo di Gaston Maspero; egli, come farà poi il suo successore Farina, promosse nuovi scavi in Egitto, ottenendo così nuove acquisizioni e documentazioni dalla fase più antica fino all'epoca copta, mettendosi personalmente a condurre almeno quindici importanti campagne di scavi. In questo modo, intorno agli anni trenta del '900, la collezione arrivò a contare oltre 30 000 pezzi in grado di testimoniare ed illustrare tutti i più importanti aspetti dell'Antico Egitto, dagli splendori delle arti agli oggetti comuni di uso quotidiano.
Il museo è dedicato esclusivamente all'arte e alla civiltà egizia. Al suo interno si possono trovare gruppi statuari, mummie, papiri, arredi funerari e di uso comune e tutto ciò che riguarda l'antico Egitto, compresi animali imbalsamati.
Nel 2013 il museo è stato inserito dal quotidiano britannico The Times nella classifica dei 50 migliori musei del mondo.
Dopo lavori di ristrutturazione e ampliamento, il 1º aprile 2015 il museo, con un'estensione di 12000 m², completamente ristrutturato è stato nuovamente inaugurato con una superficie espositiva più che raddoppiata, una sala mostre, e aree per la didattica. Il museo risulta suddiviso in cinque piani espositivi (quattro piani fuori terra e uno sotterraneo) con un percorso di visita cronologico. Alcuni di questi interventi di ampliamento sono stati realizzati grazie al Gioco del Lotto, in base a quanto regolato dalla legge 662/1996. Il museo dispone oggi di quarantamila reperti, in parte esposti in sale dotate di un moderno impianto di controllo igrotermico.
Inoltre il museo è fornito di un'importante biblioteca, spazi di restauro e studio di mummie e papiri e dal giugno 2015 partecipa a una spedizione archeologica internazionale in Egitto.
Dopo un anno dalla riapertura, con il nuovo allestimento il risultato è di quasi un milione di visitatori, posizionandosi così tra i musei più visitati d'Italia.
Il 29 giugno 2022 viene inaugurato il giardino botanico, visitabile gratuitamente, dedicato alla flora dell'antico Egitto.

## Collezione

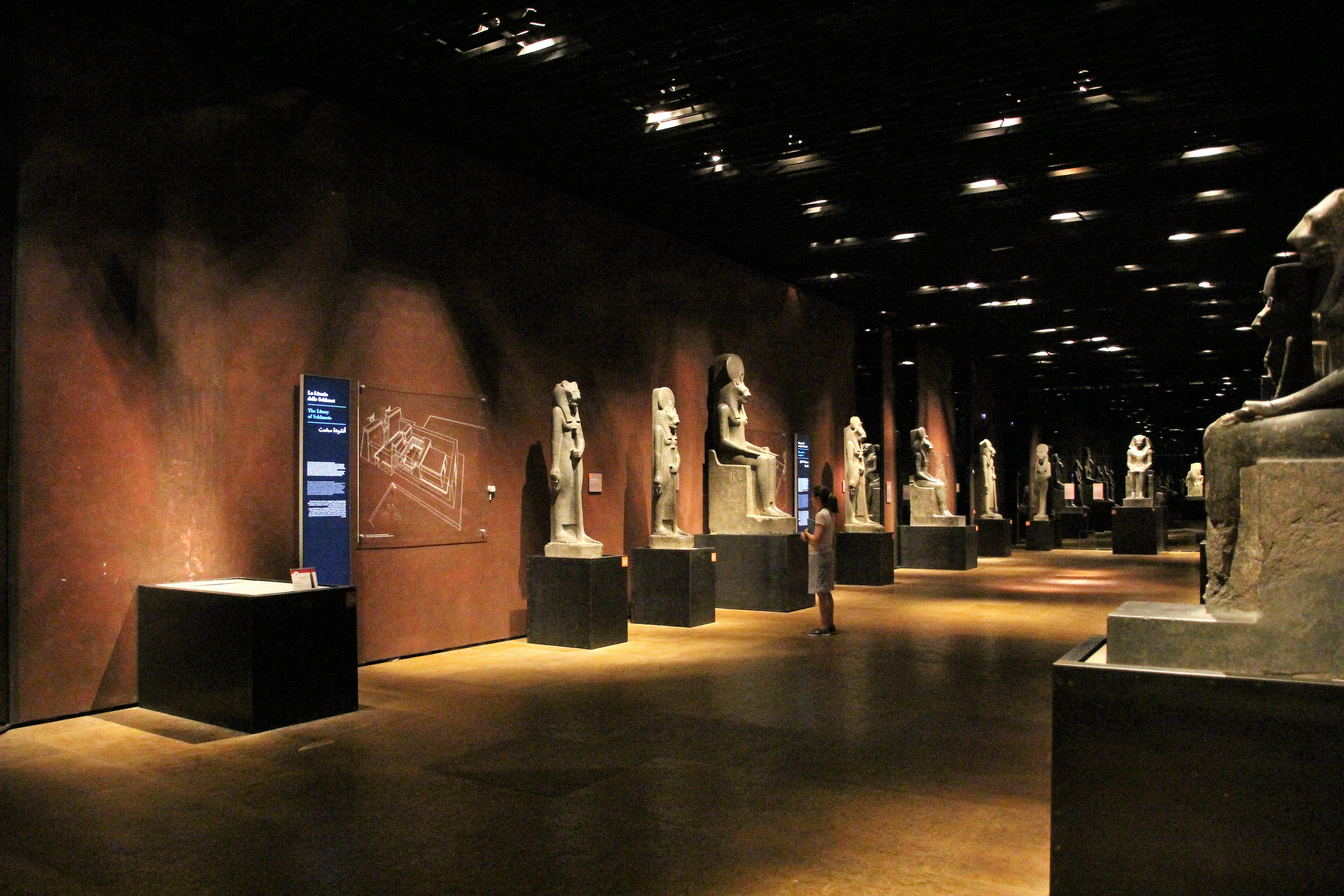
Sala con le statue della dea Sekhmet

Nel museo sono presenti più di 40 000 pezzi che coprono il periodo dal paleolitico all'epoca copta.
Sono esposte ben ventiquattro mummie umane visibili e diciassette animali. I papiri completi sono settecento, mentre i frammenti assommano a diciassettemila.
Le esposizioni più importanti sono:
- la Tomba di Kha e Merit;
- la Tomba di Maia, ricostruita nel museo;
- la Tomba di Iti e Neferu;
- il tempio rupestre di Ellesija, salvato dalla formazione del Lago Nasser;
- il sarcofago, il corredo e la pianta in scala della tomba della regina Nefertari;
- il Papiro dei re, una delle più importanti fonti sulla sequenza dei sovrani egizi;
- il Papiro delle miniere;
- il Libro dei morti di Iuefankh, lungo ben 1847 centimetri;
- la Mensa isiaca, che i Savoia ottennero dai Gonzaga nel XVII secolo;
- la Tela dipinta di Gebelein, tessuto dipinto proveniente da Gebelein e scoperto nel 1930 da Giulio Farina;
- i rilievi di Djoser;
- la statua di Seti II, pesante ben cinque tonnellate;
- le statue delle dee Iside e Sekhmet e quella di Ramses II, scoperte da Vitaliano Donati nel tempio della dea Mut a Karnak.

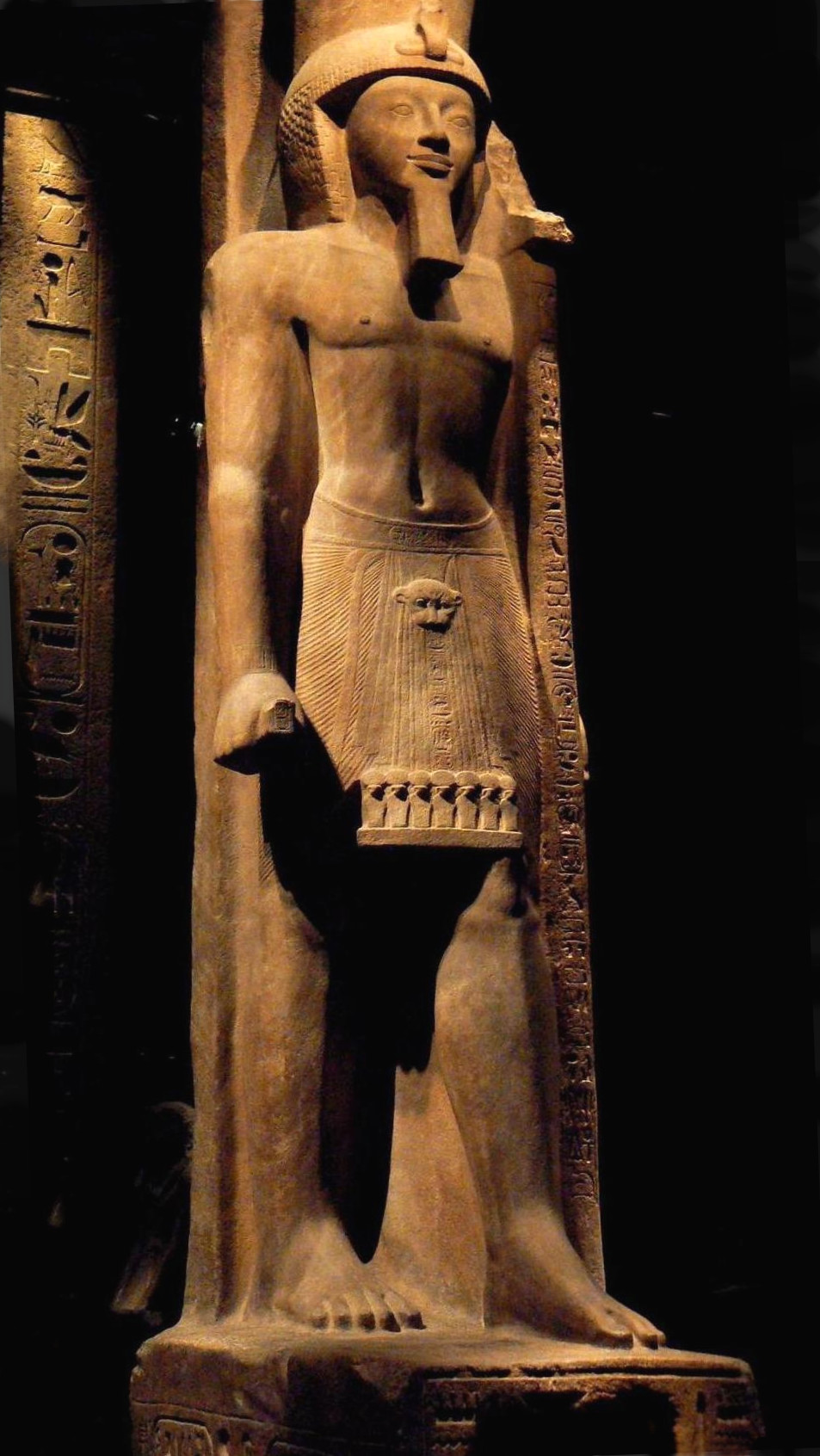
Statua di Seti II
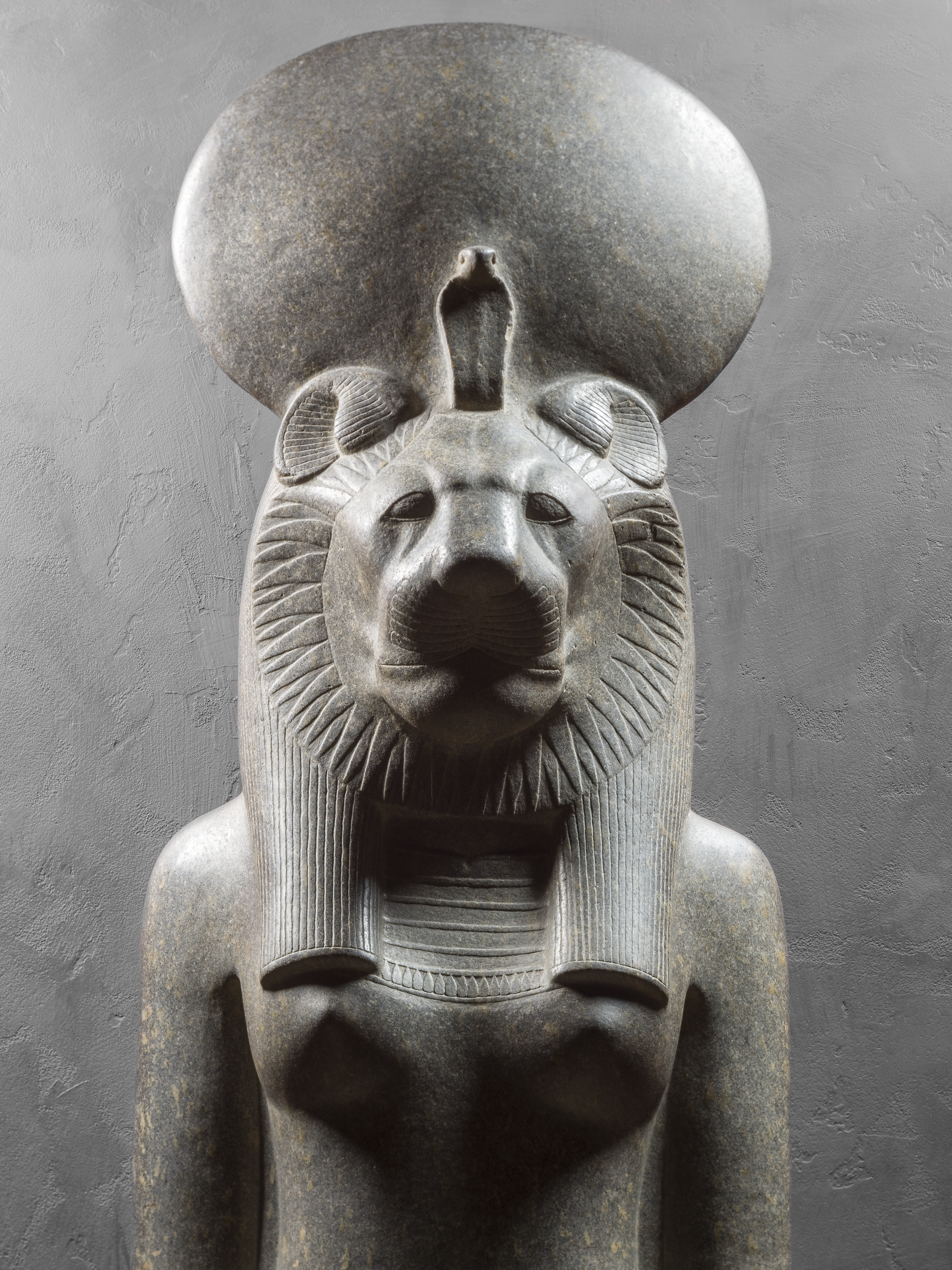
Statua di Sekhmet
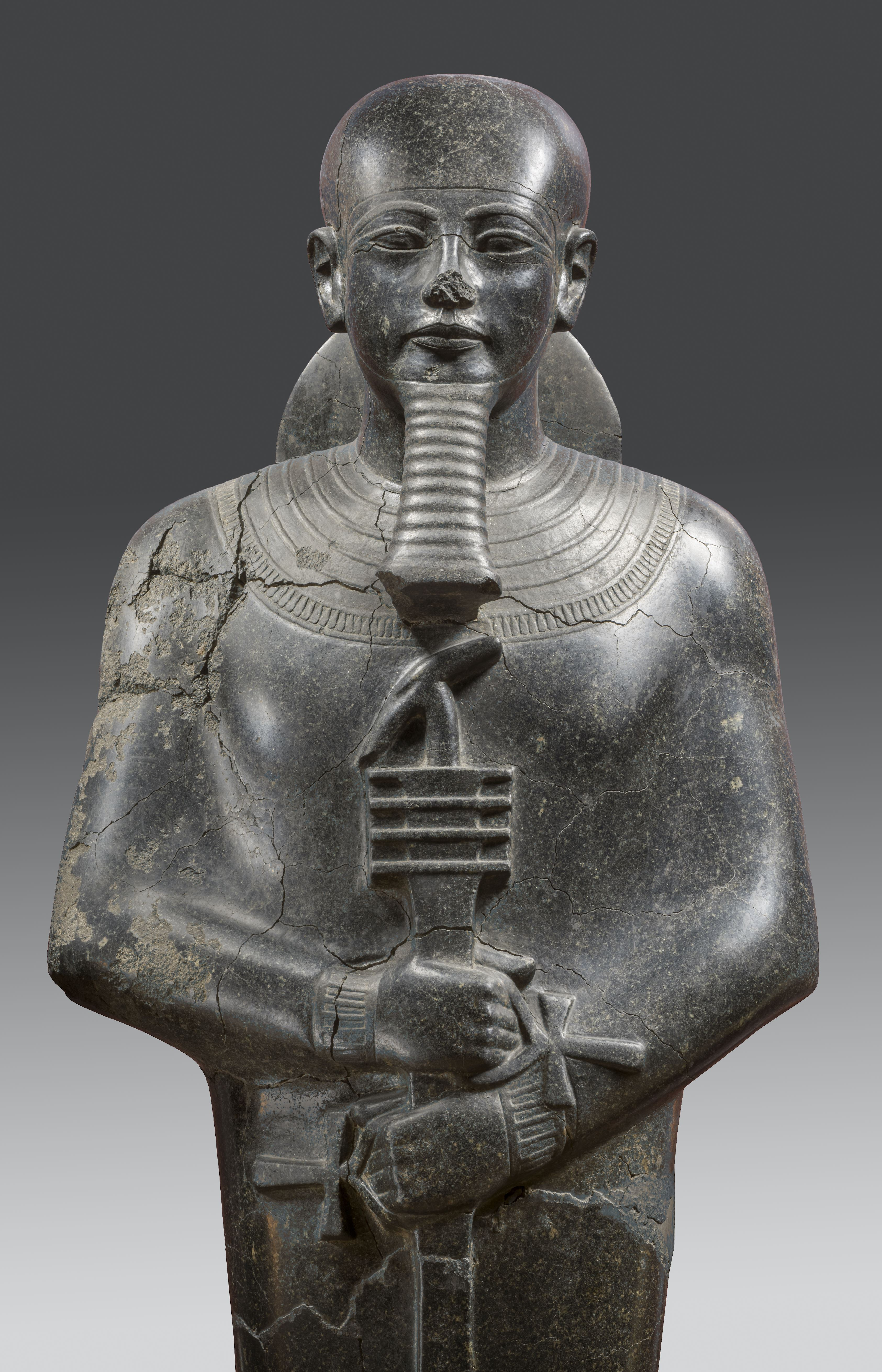
Statua di Ptah
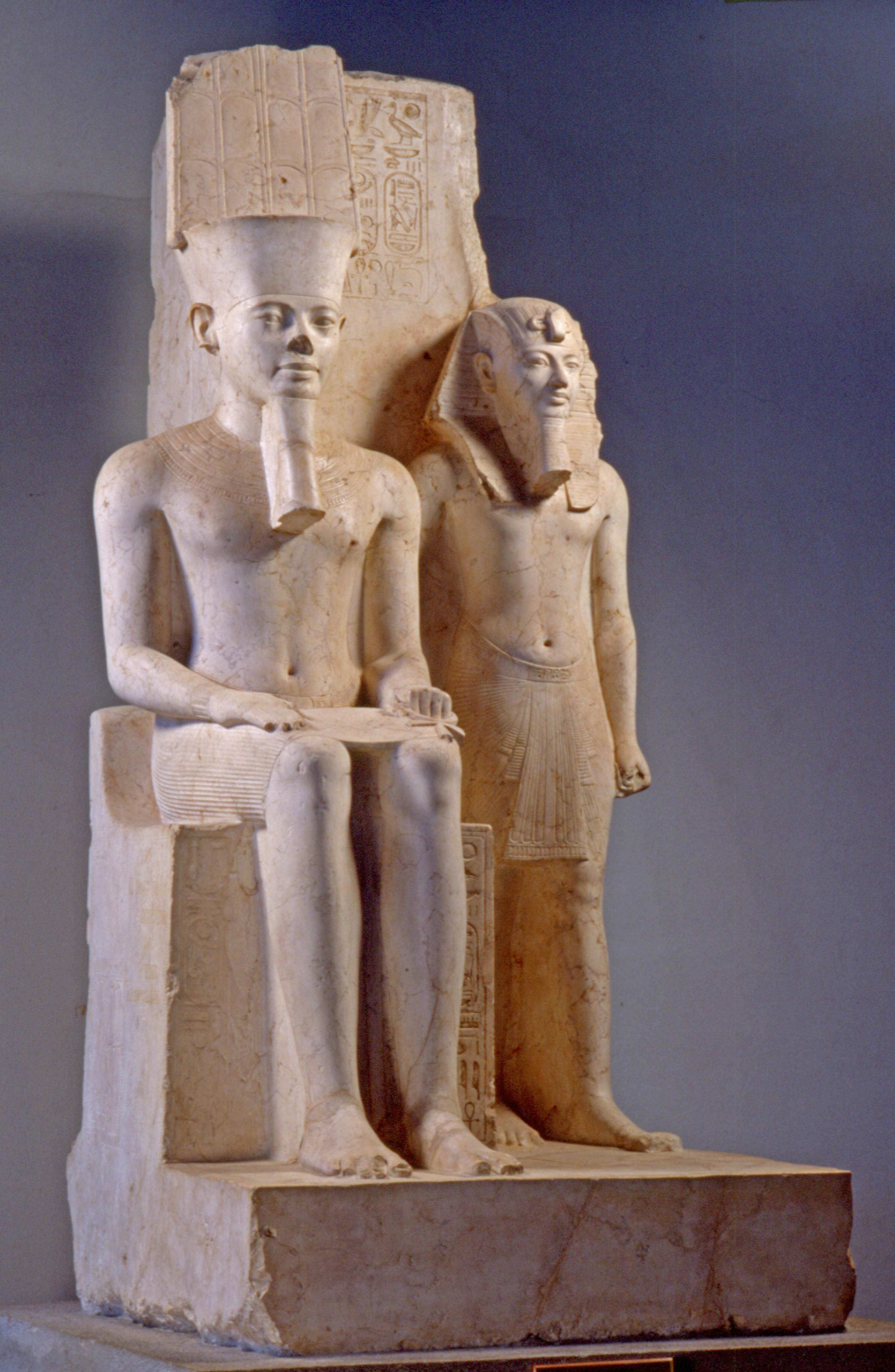
Statua di Amon e del faraone Horemheb
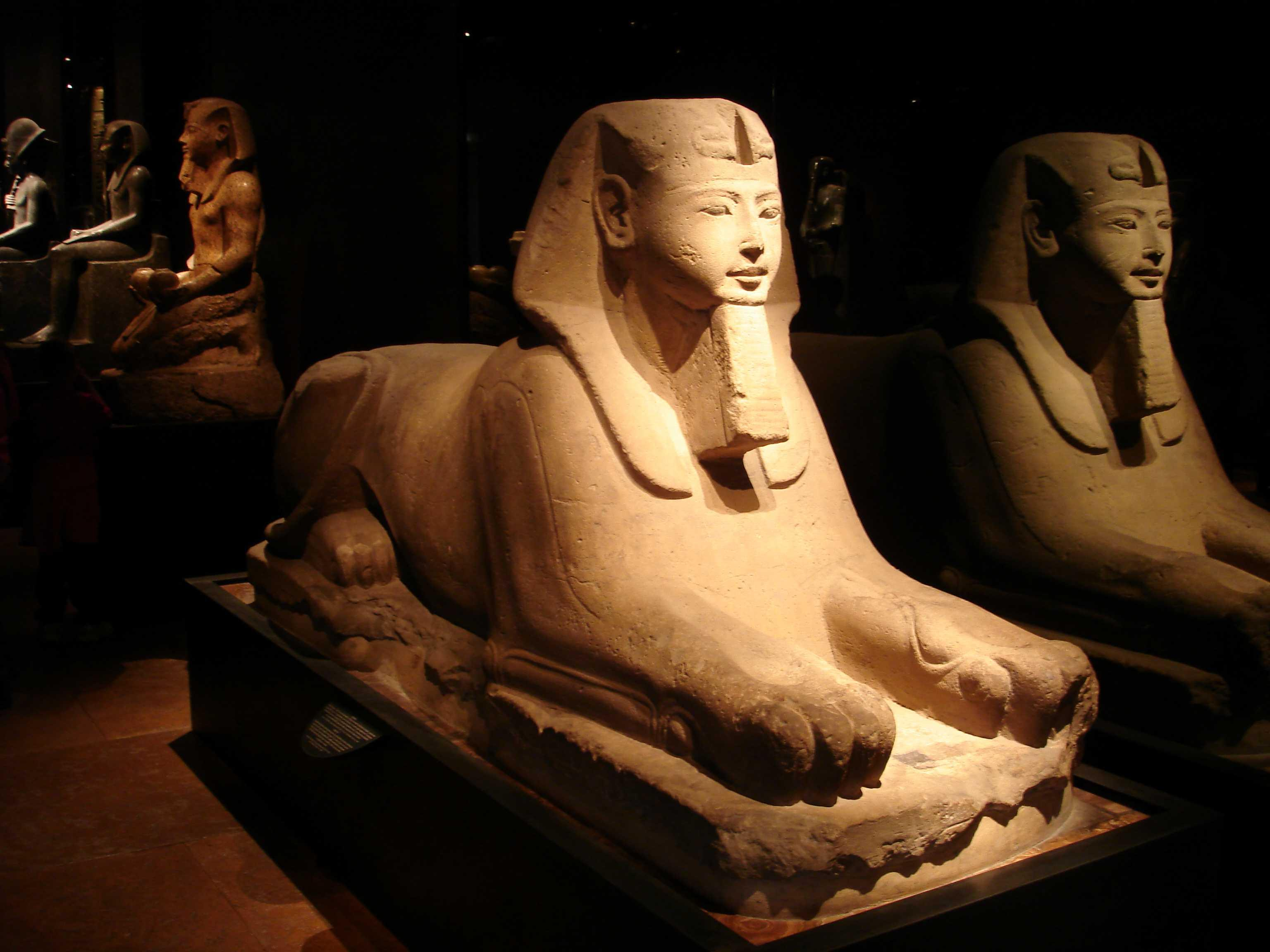
Sfinge
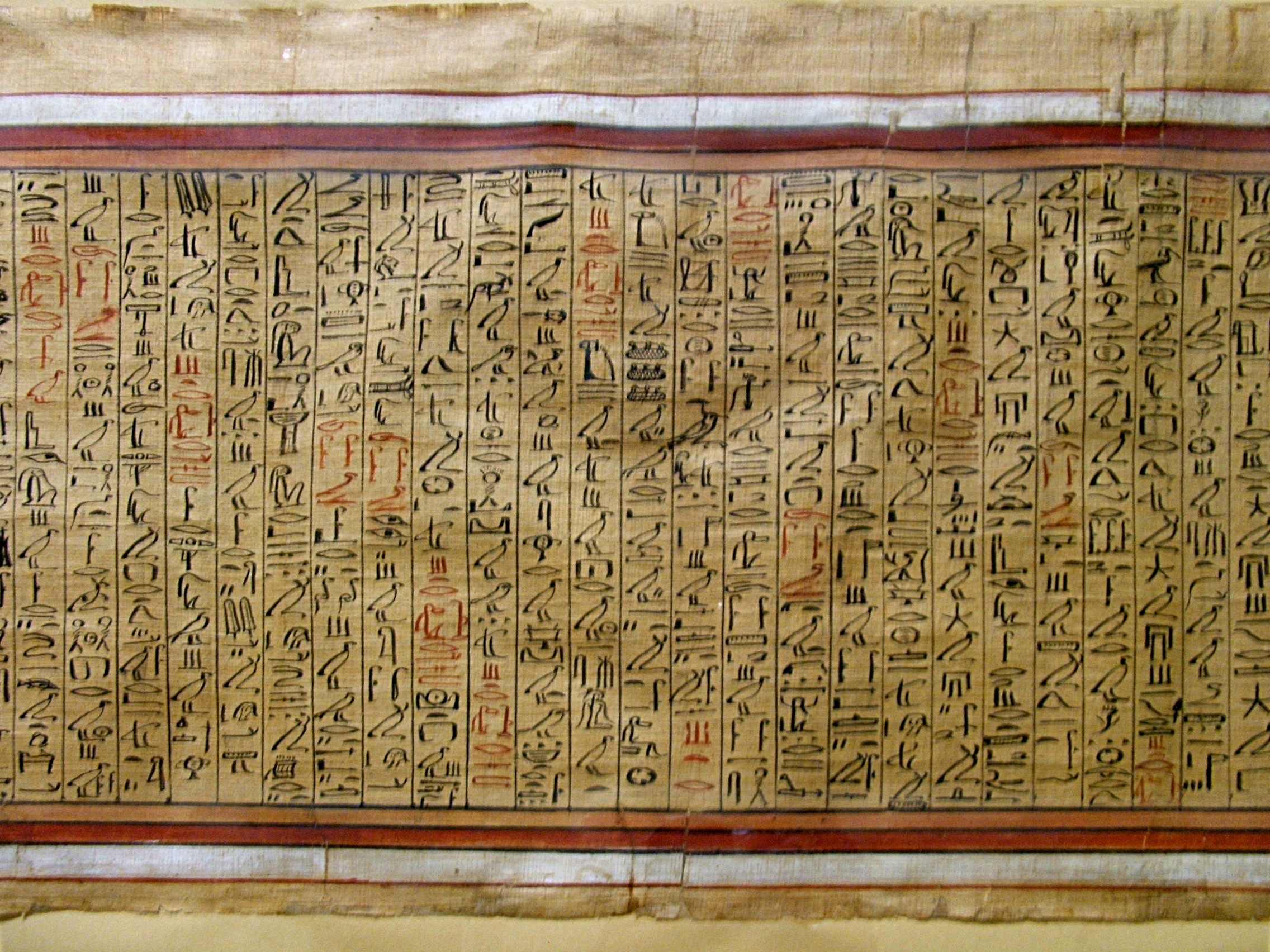
Parte centrale del papiro di Kha
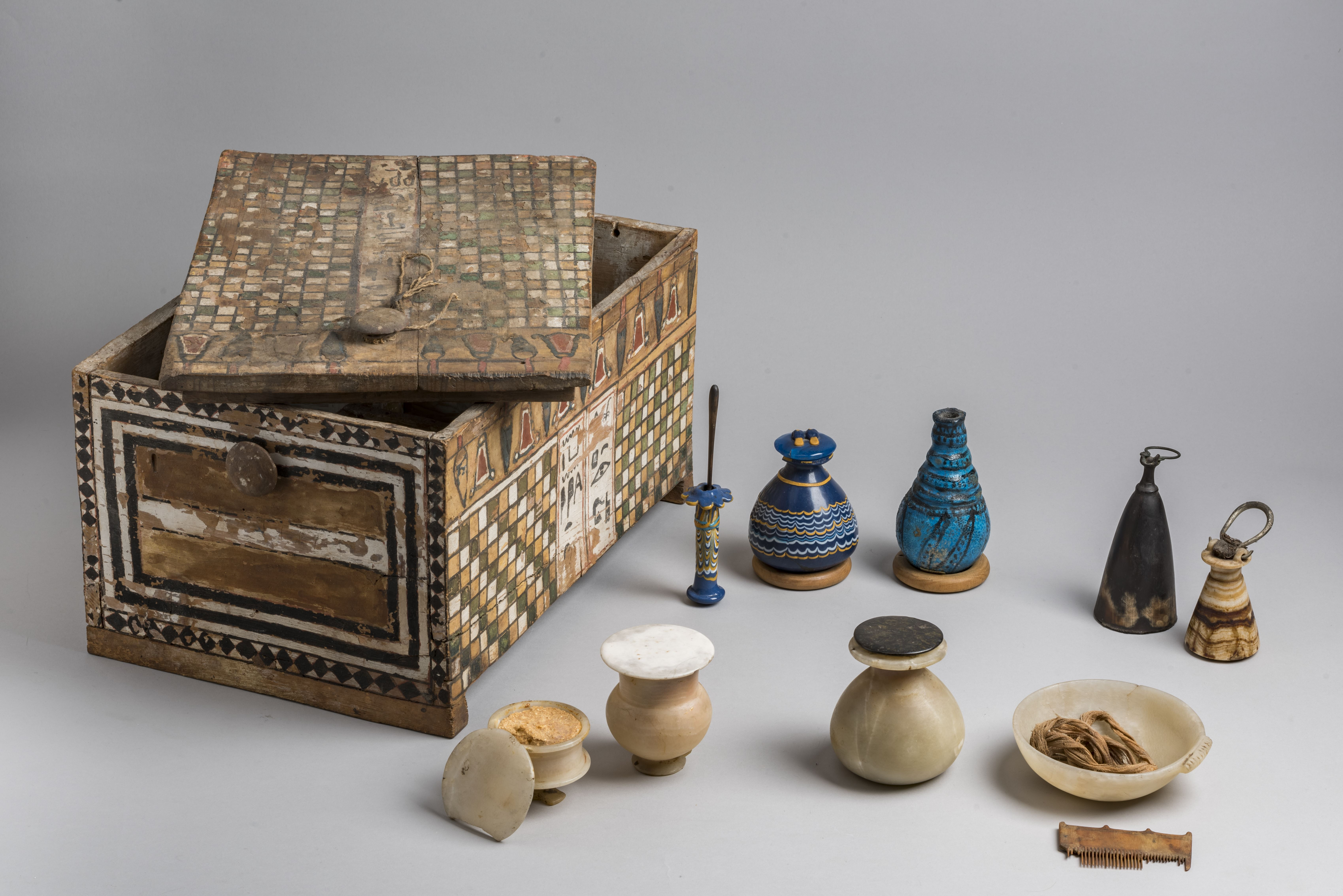
Oggetti della tomba di Kha e Merit
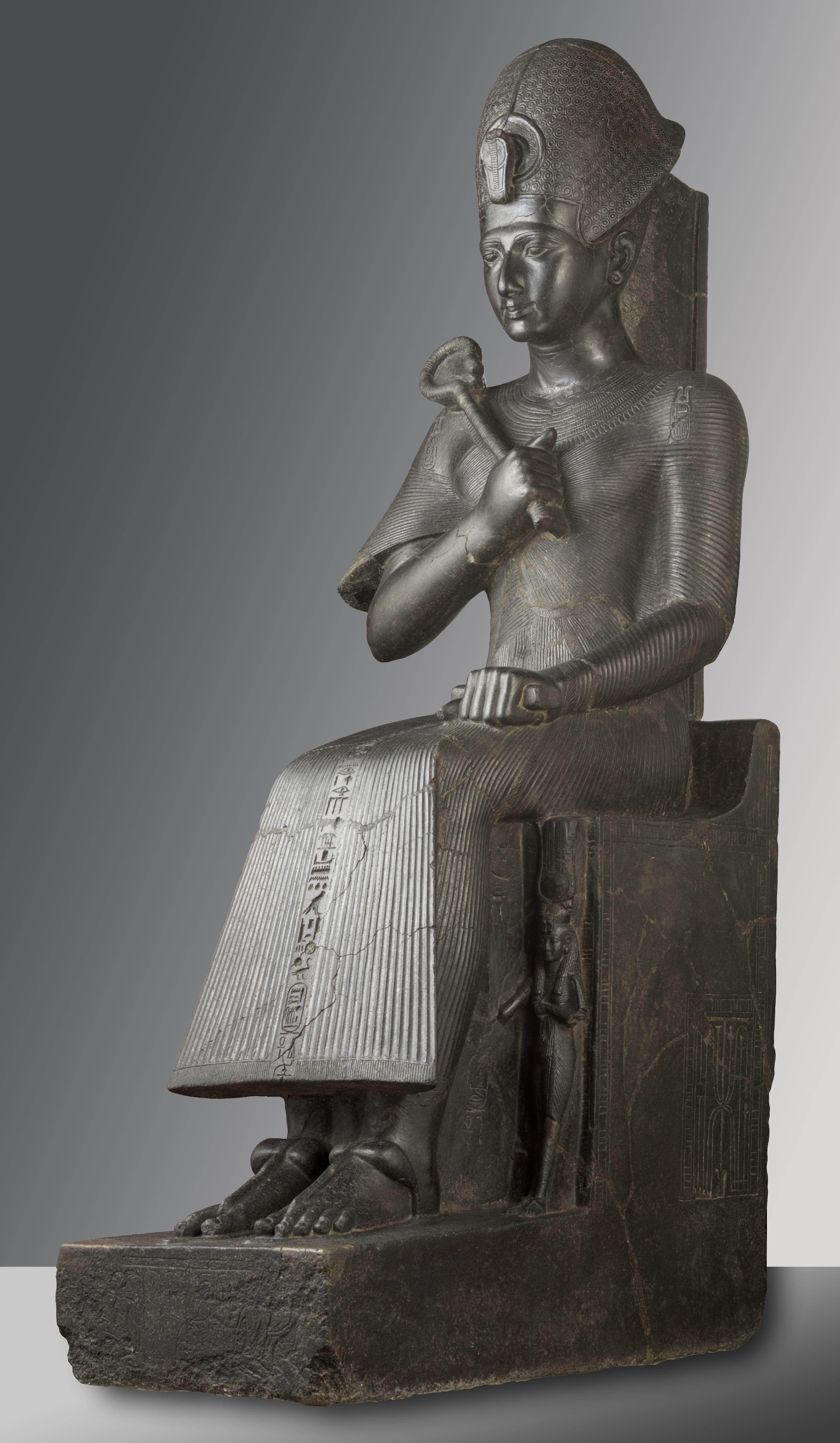
Statua di Ramses II (Nuovo Regno - 1539-1076 a.C.)
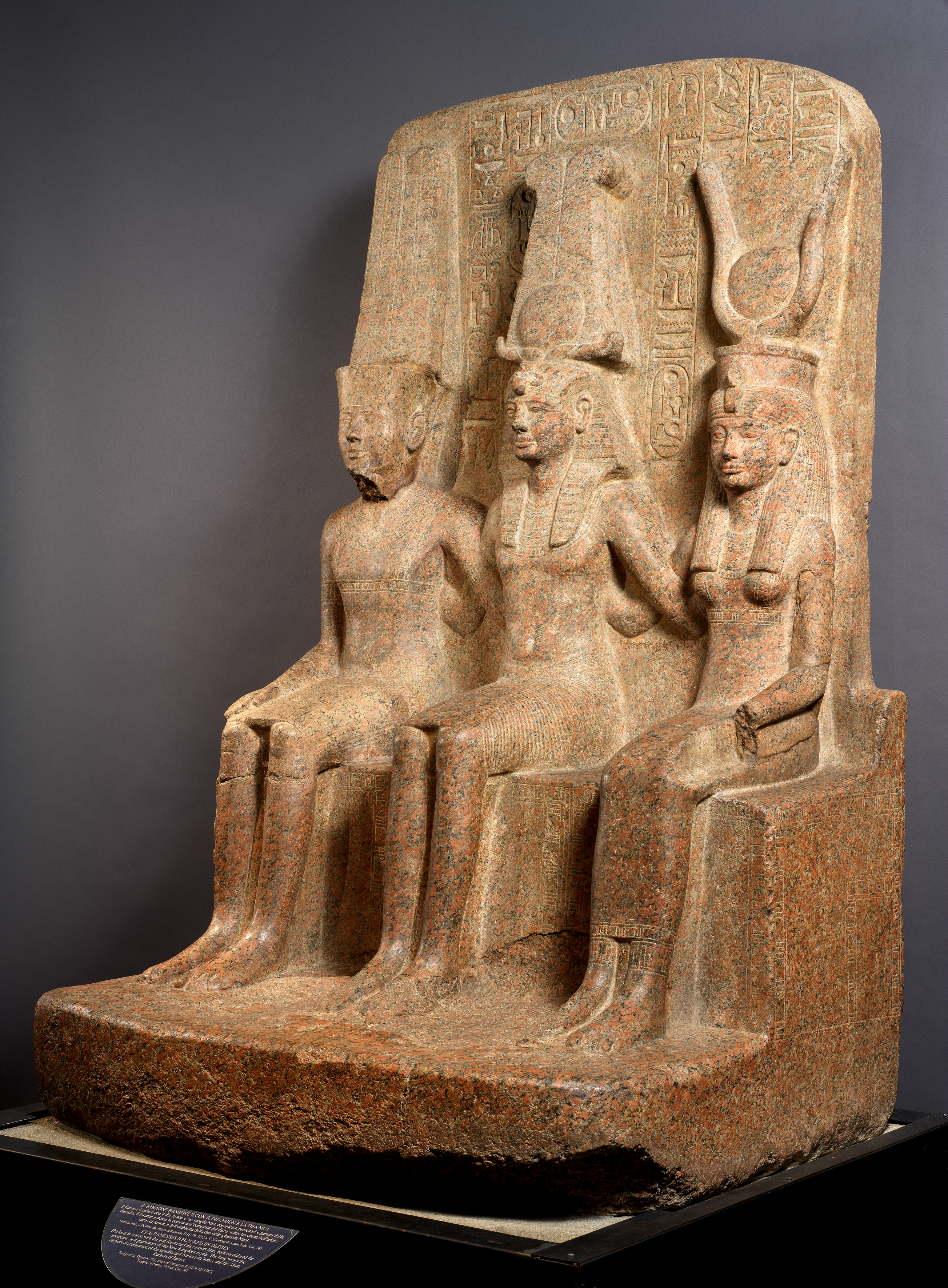
Statua di Ramesse II con Amun e Hathor
Sarcofago di Ibi

## Gestione
Il 6 ottobre 2004 il Ministero per i Beni e le Attività Culturali ha conferito per trent'anni la gestione dei beni del Museo ad una apposita fondazione, la "Fondazione museo delle antichità egizie", di cui fanno parte la Regione Piemonte, la Provincia di Torino, il Comune di Torino, la Compagnia di San Paolo e la Fondazione CRT. In tal modo il Museo egizio viene gestito da istituzioni pubbliche locali e insieme gode dei finanziamenti delle fondazioni bancarie e di una maggiore autonomia gestionale. Primo presidente della fondazione è stato Alain Elkann.
L'attuale presidente della fondazione è Evelina Christillin, indicata dal ministero, in carica dal 2012

## Sede e attività
Ha sede nello storico Palazzo dell'Accademia delle Scienze, sede dell'omonima Accademia, che ha ospitato anche la Galleria Sabauda fino all'aprile 2012, eretto nel XVII secolo dall'architetto Guarino Guarini.
Nel 2006, l'anno dei giochi olimpici, è stato visitato da 554.911 persone, con un aumento del 93,8% rispetto al 2005.
Nel 2008 il raggruppamento Isolarchitetti vince la gara internazionale per scegliere i progettisti del nuovo museo con un progetto firmato insieme a Dante Ferretti. Dal 2014 il direttore del museo è Christian Greco. Il 1º aprile 2015 è stato riaperto dopo 3 anni e mezzo di lavori.

## Visitatori
A seguito dell'exploit dopo la riapertura del 2016, nel 2017 i Premi Travellers' Choice di TripAdvisor classificano il Museo Egizio al primo posto tra i musei più apprezzati in Italia, al nono in Europa e al quattordicesimo nel mondo.
Nel 2019 il museo ha fatto registrare 853 320 visitatori, risultando il sesto museo italiano più visitato.
Il 2023 ha fatto registrare il superamento del milione di visitatori, confermandosi tra i musei più visitati d'Italia.. 

## Secondo museo egizio al mondo
Le fonti italiane spesso riportano la notizia di come il museo torinese sia il secondo al mondo per quantità e/o importanza delle raccolte egittologiche al mondo, dopo quello del Cairo. In realtà questo primato relativo, se basato su dati oggettivi come il numero di reperti, si scontra coi numeri di altri musei internazionali, spesso trascurati dalla stampa nostrana. 
Il Museo egizio di Torino vanta infatti circa 40.000 reperti, che si collocherebbero al dodicesimo posto nel mondo, dopo tre musei cairoti. Infatti il British Museum possiede circa 100.000 pezzi, al netti dei sei milioni della Wendorf Collection donati nel 2001, il Neues Museum di Berlino e il Petrie Museum di Londra 80,000, il Louvre 77,404 , il Boston Museum of Fine Arts 45,000 , il Kelsey Museum of Archaeology ad Ann Arbor (Stati Uniti) 45,000, il Museo di archeologia e antropologia dell'Università della Pennsylvania 42,000 e l'Ashmolean Museum di Oxford 40,000.
Può darsi che l'affermazione fosse stata inizialmente formulata intendendo comprendere solo i musei "esclusivamente" dedicati all'egittologia, nel qual caso il museo torinese potrebbe effettivamente essere considerato il maggior museo di ambito esclusivamente egizio fuori dal Cairo.

## Filmografia
Il museo è stato utilizzato nella realizzazione dei seguenti film:
- A/R Andata + Ritorno, regia di Marco Ponti (2004)
- The Broken Key, regia di Louis Nero (2017)